# Viljem IV., gospod Egmontski
Viljem IV. Egmontski (nizozemsko: Willem van Egmont) (26. januar 1412 – 19. januar 1483) je bil gospod Egmontski, IJsselsteina, Schoonderwoerda in Haastrechta ter guverner Geldersa.

## Življenje
Viljem je bil sin Janeza II., gospoda Egmontskega in Marije Arkelske, ter mlajši brat Arnolda, vojvode Gelderskega.Z brati in velikim spremstvom je potoval v Sveto deželo (1458–1464), na tem potovanju ga je v Rimu sprejel papež Pij II.
Viljem je večino časa ostal v Geldersu, kjer je podpiral svojega brata proti njegovemu nečaku Adolfu Egmontskemu. Ko je Adolf zaprl svojega očeta, ki je bil Viljemov brat, je Viljem vodil pro-burgundsko stranko.
Ko je burgundski vojvoda Karel Drzni  leta 1473 prevzel oblast v Geldersu, je Viljema postavil za guvernerja. Leta 1477 je Marija Burgundska vključila Viljema v svoj Veliki svet v Mechelenu in ga eno leto pozneje na kapitlju v Bruggeu postavila za viteza v redu zlatega runa .

## Poroka in otroci
22. januarja 1437 se je Viljem poročil z Valburgo iz Meursa, gospo iz Baera in Lathuma, hčerjo Friderika IV., grofa Moersa (†1448), in Engelberte iz Klefa, s katero je imel 4 hčere in 3 sinove:
- Janez III. Egmontski, grof Egmontski, cesarski namestnik Holandije, Zelandije in Zahodne Frizije;
- Friderik Egmontski, grof Burenski in Leerdamski, gospod IJsselsteinski;
- Viljem Egmontski, guverner Gueldersa;
- Ana, poročena z Bernardom Bentheimskim;
- Elizabeta, poročena z Gijsbrechtom Bronckhorstskim;
- Valburga, redovnica;
- Margareta, poročena z Janezom Merodskim

Egmontski je imel poleg zakonskih otrok še štiri otroke od različnih žensk:
- Nikolaja  Egmontskega, ki je bil ujet na Valkhofu 1478-1481 skupaj s svojima polbratoma Friderikom in Viljemom.
- Henrik Egmontski (-1511), čigar mati je bila Alejda Kreijnck
- Friderik Egmontski
- Henrika Egmontska, ki se je poročila z Viljemom Tuyl Bulcke Steijnskim (-1449). Bil je sin Viljema Viljemša iz Tuylla in Maggie Mate Nesse, hčerke Adrijana  Nesse Mateskega (1385-1435)

Pokopan je poleg svojega brata, vojvode Arnolda Gelderskega.